# ويليام شيبرد ديكس
ويليام شيبرد ديكس (بالإنجليزية: William Shepherd Dix؛ 19 نوفمبر 1910 – 22 فبراير 1978) أمينُ مكتبةٍ أكاديمي أمريكي شغل منصب أمين مكتبة جامعة برينستون لمدة 22 عامًا (1953–1975)، من دون أن يحمل درجةً مهنية في علم المكتبات. عُرف بدوره في الدفاع عن حرية القراءة، وبُنيّة قياديته في الرابطة الأمريكية للمكتبات حيث ترأّسها عامي 1969–1970.

## النشأة والتعليم
وُلد ديكس في وينشستر بولاية فرجينيا. حصل على البكالوريوس والماجستير من جامعة فيرجينيا، ثم نال الدكتوراه في الأدب الأمريكي من جامعة شيكاغو.

## المسيرة المهنية
عُيّن ديكس أمينًا لمكتبة جامعة برينستون عام 1953 واستمر حتى تقاعده في 1975، وتُوثّق محفوظاته المهنية في أرشيف الجامعة. وعلى مستوى الهيئات المهنية، شغل رئاسة الرابطة الأمريكية للمكتبات (1969–1970)، كما تولّى مناصب قيادية في الرابطة الأمريكية لمكتبات البحث بما في ذلك منصب الرئيس (1963–1962) والأمين التنفيذي (1959–1957)، ورئاسة لجنة الفهرسة المشتركة التابعة لها.

## حرية القراءة
كان ديكس من أبرز المدافعين عن حرية التعبير في الوسط المكتبي؛ وتصفه مصادر أرشيف الرابطة الأمريكية للمكتبات بأنه «المؤلف الرئيس» لبيان حرية القراءة الصادر عام 1953 في أوج المكارثية، وهو بيانٌ ما تزال الرابطة والناشرون يعيدون التأكيد عليه حتى اليوم.

## الاعتراف والتأثير
اختارت مجلة American Libraries ديكس ضمن قائمتها «100 من أهم قادة المكتبات في القرن العشرين» (عدد ديسمبر 1999)، مع إبراز دوره القيادي في عام 1969–1970، وشهادته أمام الكونغرس دعمًا للتشريعات المكتبية، وأنه خدم 22 عامًا أمينًا لمكتبة برينستون من دون درجة مكتبية مهنية.

## الوفاة
توفي ديكس عن 67 عامًا بمنزله في برينستون، نيوجيرسي، في 22 فبراير 1978 على أثر نوبة قلبية، بحسب نعي واشنطن بوست، كما تُدرج الرابطة الأمريكية للمكتبات التاريخ نفسه ضمن قائمة رؤسائها السابقين.